# Nambikwara du sud
Le nambikwara du sud (ou nambiquara, nambikuára) est une langue nambikwarane parlée au Brésil, en Amazonie dans le nord-est de l'État du Mato Grosso par 1 150 Nambikwara.

## Phonologie

### Voyelles
|         | Antérieure | Centrale | Postérieure |
| ------- | ---------- | -------- | ----------- |
| Fermée  | i [i]      |          | u [u]       |
| Moyenne | e [e]      |          | o [o]       |
| Ouverte |            | a [a]    |             |

Les voyelles peuvent avoir une articulation nasalisée, notée [ĩ], pharyngale, notée [ḭ] et une articulation double, nasale et pharyngale, notée [ḭ̃].

### Consonnes
|              |            | Bilabiales | Alvéolaires | Alvéolaires | Postalv. | Dorsales      | Dorsales | Dorsales  | Glottales |
| ------------ | ---------- | ---------- | ----------- | ----------- | -------- | ------------- | -------- | --------- | --------- |
| Centrales    | Latérales  | Bilabiales | Palatales   | Vélaires    | Postalv. | Labiovélaires |          |           | Glottales |
| Occlusives   | Simples    | p [p]      | t [t]       |             |          |               | k [k]    | kw [kʷ]   | x [ʔ]     |
| Occlusives   | Aspirées   | ph [pʰ]    | th [tʰ]     |             |          |               | kh [kʰ]  | kwh [kʷʰ] |           |
| Occlusives   | Éjectives  | px [pʼ]    | tx [tʼ]     |             |          |               | kx [kʼ]  | kwx [kʷʼ] |           |
| Fricatives   | sourdes    | f [ɸ]      | s [s]       |             |          |               |          |           | h [h]     |
| Fricatives   | Éjective   |            | sx [sʾ]     |             |          |               |          |           | hx [hʾ]   |
| Affriquées   | Affriquées |            |             |             | j [tʃ]   |               |          |           |           |
| Liquides     | Simples    |            |             | l [l]       |          |               |          |           |           |
| Liquides     | Glottales  |            |             | lx [ʔl]     |          |               |          |           |           |
| Nasales      | Simples    | (m) [m]    | n [n]       |             |          |               |          |           |           |
| Nasales      | Éjective   |            | nx [ʔn]     |             |          |               |          |           |           |
| Semi-voyelle | Simples    | w [w]      |             |             |          | y [j]         |          |           |           |
| Semi-voyelle | Aspirées   | wh [wʰ]    |             |             |          |               |          |           |           |
| Semi-voyelle | Éjectives  | wx [ʔw]    |             |             |          | yx [ʔy]       |          |           |           |

### Tons
Le nambikuara du sud est une langue tonale. Les tons sont au nombre de trois : un ton descendant marqué "1", un ton montant marqué "2" et un ton bas marqué "3". Exemples :
- ˈhot³su² - singe
- ˈḛ³rhʾu² - cajou
- ˈʔwḭ̃¹su² - crapaud